# Poslední adresa (projekt)

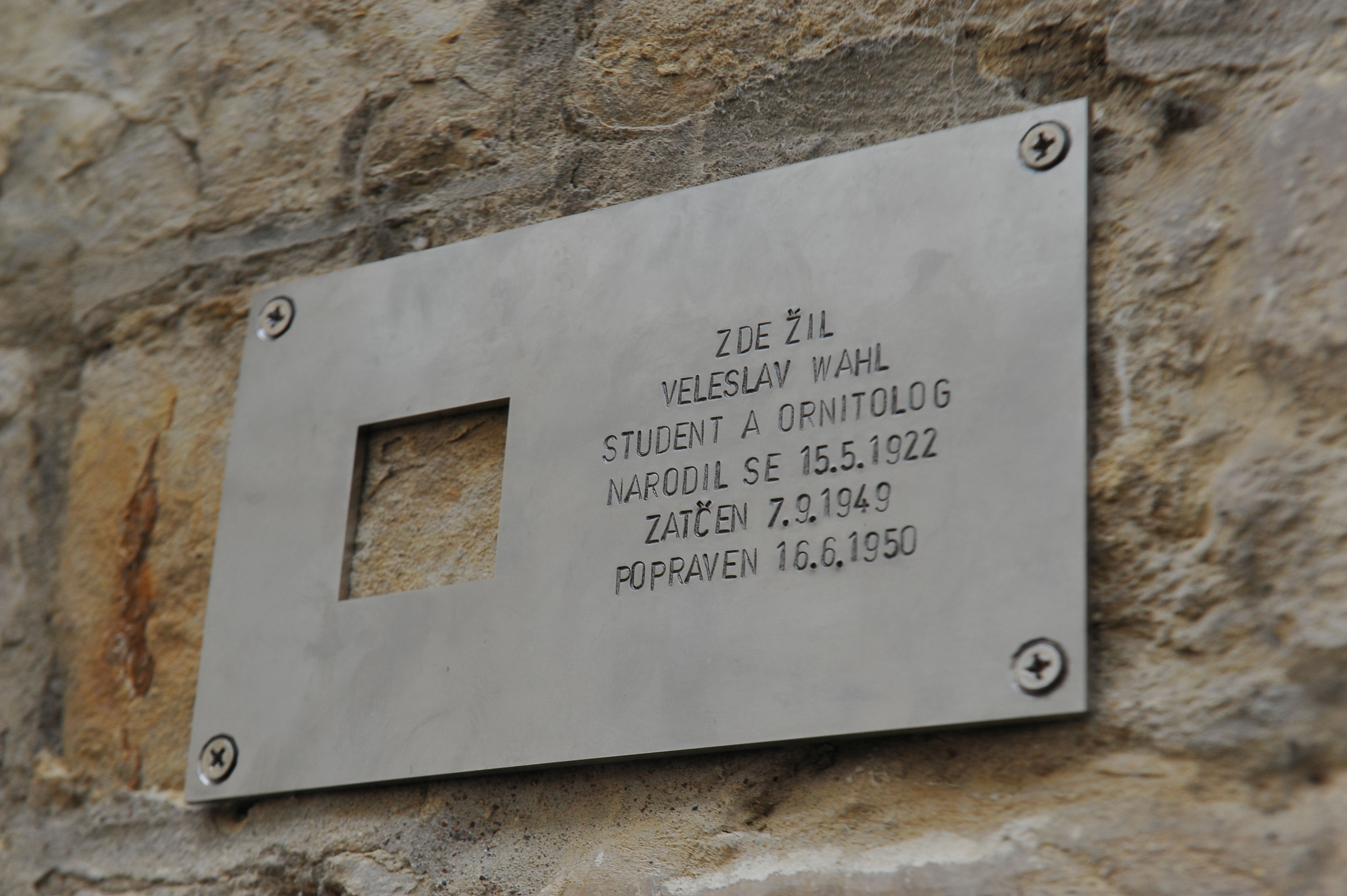
Pamětní tabulka umístěná na budově Švédského velvyslanectví v Praze 1 – Hradčany, Úvoz 156/13, text: Zde žil Veleslav Wahl student a ornitolog, narodil se 15. 5. 1922, zatčen 7. 9. 1949, popraven 16. 6. 1950 (foto: Přemysl Fialka)

Projekt Poslední adresa (rusky Последний адрес) vznikl v roce 2014 jako původně ruská občanská iniciativa, jež se postupně rozšířila do řady dalších zemí včetně České republiky – Poslední adresa, Ukrajiny – Оста́ння адре́са, Gruzie – უკანასკნელი მისამართი. საქართველო Last Address Georgia, Moldavska Ultima Adresă, Letzte Adresse v Německu, a spuštění projektu se připravuje v dalších zemích, mimo jiné v Polsku, Lotyšsku, Bělorusku a Rumunsku.
Cílem iniciativy je připomenout osudy jednotlivých popravených či ve vězení umučených lidí, kteří se stali oběťmi politických represí jak v někdejším Sovětském svazu, tak oběťmi komunistických režimů v dalších zemích bývalého východního bloku. Na zdi domů, které byly poslední známou adresou těchto lidí, jsou na jejich památku umísťovány pamětní tabulky velikosti dlaně. Každý pamětní znak je věnován konkrétnímu člověku. Cílem projektu je vyzdvihnout osudy často veřejnosti neznámých jednotlivců, proto je jeho mottem: „Jedno jméno, jeden život, jeden znak“.
Záměr uctít oběti komunistického režimu z řad církve podpořili kardinál Dominik Duka a arcibiskup olomoucký Jan Graubner.
V červenci 2019 se Poslední adresa stala členem Mezinárodní koalice míst (International Coalition of Sites of Conscience) sdružující více než 200 subjektů z 55 zemí.
"Součástí projektu jsou také oficiální webové stránky, představující především virtuální památník konkrétních obětí. Každá oběť má svůj špendlík na mapě a medailonek obsahující základní životopisná data a informace ze soudních, případně vyšetřovacích spisů. Na internetových stránkách českého projektu jsou také zpřístupněny a českými vysvětlivkami opatřeny ruské databáze obětí politického teroru vytvořené sdružením Memorial, které je možné použít jako pomůcku při vyhledávání lidí, a to včetně Čechů a československých občanů, kteří se stali oběťmi sovětského teroru na území tehdejšího SSSR," uvádí vedoucí projektu v České republice v revue Paměť a dějiny.

## Popis
Projekt je inspirován myšlenkou připomínání památky obětí holokaustu pokládáním kamenů zmizelých – Stolpersteinů, jejichž autorem je německý výtvarník Gunter Demnig. Iniciátorem projektu Poslední adresa je novinář a publicista Sergej Parchomenko, projekt se rozvíjí s podporou sdružení Memorial.
Sergej Parchomenko při své návštěvě v Praze v roce 2015 uvedl: „Nejde o to, abychom rozmístili tisíce tabulek, ale abychom lidi jejich prostřednictvím přiměli mluvit o tom, co se stalo. Aby nikdy nezapomněli. Aby tu historii vysvětlovali svým dětem. Abychom neztratili vědomí, že nejvýznamnější společenskou hodnotou je lidský život. Právě za ním musíme vždy stát.“
Pamětní plaketa má podobu ocelové tabulky o rozměrech 11×19 cm, do níž jsou ručně vyryty základní informace o člověku, jehož postihly represe – jeho jméno, zaměstnání a data narození, zatčení, smrti, rehabilitace. Autorem designu je Alexandr Brodskij. Na tabulce je ponecháno prázdné místo o rozměrech 2x2 cm, evokující prostor pro podobenku, který však zůstává záměrně prázdný.
Stejnou podobu mají tabulky ve všech zemích, kde projekt Poslední adresa běží.

### Právní základ
Projekt se v Rusku opírá o zákon O rehabilitaci obětí politických represí z roku 1991, který definuje období považované za období politických represí v Rusku a SSSR – jejich počátek vymezuje bezprostředně datem 25. října (7. listopadu) 1917 – a stanovuje, co je považováno za politické represe.
V České republice se projekt opírá o Zákon o rehabilitacích č. 87/1991 Sb.  přijatý ve snaze zmírnit křivdy, k nimž došlo v období let 1948 až 1989.

### Pamětní tabulky obětem komunistického režimu v Československu
Projekt v České republice představilo veřejnosti sdružení Archipelag a Gulag.cz. v roce 2015. Prvotním záměrem bylo umístit tabulky Poslední adresy obětem, odvlečeným v květnu 1945 do SSSR a tam popraveným. "Sovětská NKVD a speciální jednotka Smerš po dobytí Prahy Rudou armádou v květnu 1945 odvlekly do gulagů několik set československých občanů, převážně ruského původu. Mezi nimi byl například i armádní generál Sergej Vojcechovský. Sdružení dobrovolníků a potomků obětí chce nyní na domy, kde tito lidé před zatčením žili, umístit tabulky připomínající tragické osudy unesených, kteří zmizeli za tichého přihlížení svých spoluobčanů."
V roce 2016 se původní myšlenka projektu rozšířila na uctění památky českých obětí komunistického režimu v Československu a projekt zastřešil Ústav pro studium totalitních režimů. V Den politických vězňů 27. června 2017 byly umístěny první čtyři pamětní tabulky obětem komunistických represí v Československu. Výrobu a umístění samotných tabulek, stejně jako organizační zajištění projektu realizuje v České republice Ústav pro studium totalitních režimů, který poskytuje také odbornou badatelskou a archivní základnu.
Tabulky Poslední adresy obětem komunistického režimu umístěné v České republice:
- student Karel Bacílek, Trojická 387/2, Praha 2[14][15][16][17][18]
- policista Jozef Macej, Krátkého 143/1, Praha 9[19][15][16][17][18]
- student a ornitolog Veleslav Wahl, Úvoz 156/13, Praha 1[20][15][16][17][18]
- technický úředník Slavoj Šádek, Eliášova 331/7, Praha 6[21][15][16][17][18]
- vrchní strážmistr Karel Strmiska, U vysočanského pivovaru 419/10, Praha 9[22][23][24][25][26]
- právník Jaroslav Borkovec, Bubenská 412/7, Praha 7[27][23][24][25][26]
- politik a poslanec Jan Dostálek Mánesova č.p. 987, Kostelec nad Orlicí[28][29]
- plukovník in memoriam Václav Ženíšek, Jablonského 898/16, Plzeň[30][31][32]
- plukovník in memoriam Josef Kučera, Jablonského 898/16, Plzeň[33][31][32]
- vězeňský dozorce Čeněk Petelík[34] – Klatovská třída 2868/218, Plzeň[35][31][32][36]
- účastník II. a III. odboje Miloslav Jebavý, Bolzanova 1, Praha 1[37][38][39][40][41][42]
- student Karel Hájek, Na Poříčí 42, Praha 1[43][38][39][40][41][42]
- kněz Jan Bula, Římskokatolická fara Rokytnice nad Rokytnou č.p. 13[44][45][46][47][48]
- kněz František Pařil, Římskokatolická fara Horní Újezd č.p. 1[49][45][46][47][48]
- kněz Václav Drbola, Římskokatolická fara Babice č.p. 2 (Babice okr. Třebíč)[50][45][46][47][48]
- historik a novinář Záviš Kalandra, Revoluční 1006/5, Praha 1[51][52]
- právník Oldřich Pecl, Pařížská třída 1073/1, Praha 1[53][54][55][56][57]
- pánská krejčová Danuše Muzikářová – Kounicova 69, Brno – Žabovřesky[58][59]
- truhlář František Rod[60] - Komenského 10, Jihlava (budova Okresní galerie Vysočiny)[61]
- obchodník Jan Tuček[62] - Husova 37, Jihlava[63]
- brašnář Karel Veselý[63] - Na Hliništi 44, Jihlava[64][65][66]
- akademický sochař Jaroslav Šlezinger - Fibichova 939/4, Jihlava[67]
- hospodář Václav Dvořák - Říkov 26 u České Skalice[68]
- pracovník Slovanské knihovny Petr Zlenko[68] - Lužická 38, Praha 2[69][70][71][72]
- senátor a politik Vojtěch Dundr - Husinecká 557/4, Praha 3 [73]
- obchodník Karel Mucha[74] - Husovo nám. 71, Ledeč nad Sázavou[75][76]
- tajemník filozofické fakulty Ukrajinské svobodné univerzity v Praze Mykola Rossinevyč[77] - Viktorinova 1151/3, Praha – Nusle[78][79][80][81]
- literární historik Alfred Bem[82] - Rooseveltova 597/29, Praha 6 – Bubeneč[81]
- technický úředník a účastník protikomunistického odboje Josef Charvát[83] - Svatovítská 361/4, Praha 6[84][81]
- živnostník Alois Kalábek[85] - Svatoplukova 43/2477, Prostějov[86][87][88]
- sedlák Jan Skřipka[89] - obec Horní Lideč č.p. 1 (u Lidečka)[90][91]
- účastník 2. a 3. odboje Štěpán Hovorka[92] - Na výsluní, Zlín[93][94][95]
- stavitel a politik Antonín Šindelář[96] - Sdružení 1664/1, Praha 4[97]
- stavitel a účastník 3. odboje Jaroslav Klabík[98] - Milady Horákové 115/107, Hradčany Praha 6[97]

### Pamětní tabulky českým obětem politických represí v SSSR
Iniciátorem umístění tabulek může být kdokoli. Česká Poslední adresa poskytuje českým žadatelům pomoc ze zajištěním a organizací umístění tabulky v dnešním Rusku či Ukrajině. V tomto případě se jedná o pamětní tabulky Čechoslovákům, popraveným v letech Velkého teroru v SSSR. Zásadní výzkum v této oblasti uskutečnil historik Mečislav Borák, který v archivech našel více než tisícovku Čechů, kteří zahynuli ve stalinských věznicích. Právě on podal první žádosti o umístění prvních tabulek českým, respektive československým obětem stalinských čistek v SSSR. „Každý zastřelený Čech, který má často zamlčený osud, má právo na to, aby se jeho osud vrátil, byl znovu pojmenovaný alespoň na tabulce, která bude viset v Moskvě“, říká rusista Jan Machonin, který první moskevské tabulky popraveným Čechoslovákům osobně připevnil. „Na podzim 2015 se nám podařilo pověsit první tabulku popravenému Čechovi na Arbatě 51... Byla to tabulka věnovaná Leonidu Frčkovi,“ dodává.
Dne 3. června 2018 se slavnostní odhalení pětice pamětních plaket v Moskvě konalo u příležitosti konference věnované událostem roku 1968 v tehdejším Československu, kterou spoluorganizovaly sdružení Memorial, České centrum v Moskvě, Ústav pro studium totalitních režimů, Zastoupení EU v Ruské federaci aj. za přítomnosti hostů z řad českých vědců, historiků, pamětníků, novinářů i veřejných představitelů. Akce se zúčastnil první předseda Senátu ČR Petr Pithart, výkonná ředitelka sdružení Memorial Jelena Žemkovová, a další.  Pithart při této příležitosti poznamenal: „Dějiny by byly mnohem horší, kdybychom se nedokázali poučit.“ Projev Petra Pitharta u příležitosti umístění pamětní tabulky Antonínu Urbanovi v Moskvě

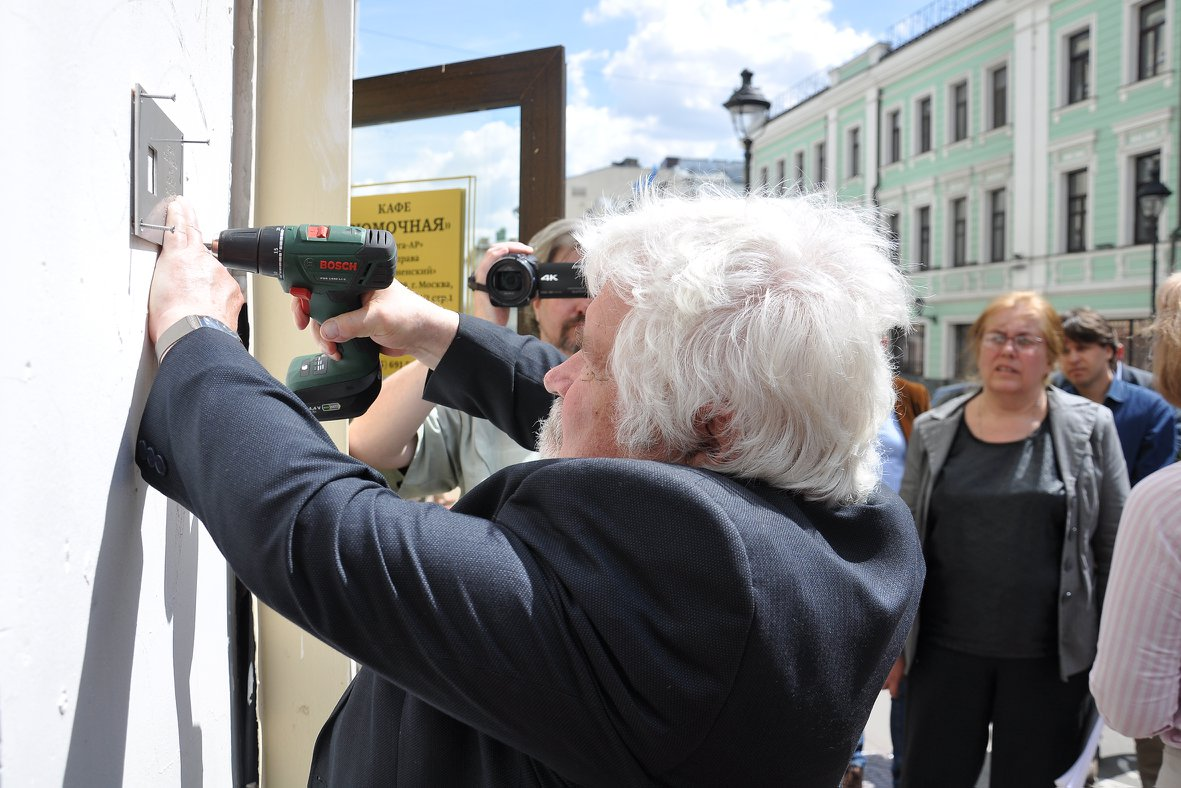
Petr Pithart umisťuje v Moskvě pamětní tabulku Poslední adresy popravenému automechanikovi K. Maškovi (3.6.2018)

Předseda Poslanecké sněmovny Radek Vondráček se v rámci své oficiální návštěvy Moskvy zúčastnil dne 16. října 2018 slavnostního umístění pamětní plakety Václavu Pilařovi.
V červnu 2021 byly první tabulky československým obětem sovětských politických represí umístěny na Ukrajině.
Ve spolupráci s českým krajanským sdružením na Ukrajině byly 8. a 9. června 2021 umístěny první dvě dvojjazyčné tabulky v ukrajinštině a češtině v Žitomíru na památku popraveného dělníka Františka Froňka a v obci Bohemka v Nikolajevské oblasti, kde tabulka připomíná popraveného zemědělce Františka Jančíka.
Pamětní tabulky českým obětem politických represí v SSSR:
- účetní Josef Kroul[105] – Strastnoy bulvar 6, Moskva[99][106]
- letec Jan Březina – Ananjevskij pereulok 5, Moskva[107][108]
- překladatel Leonid Frček – Arbat 51, Moskva[100]
- učitelka tance Gertruda Aroseva – ul. Serafimoviča 2, Moskva[102][103][104][109]
- úředník Alexandr Fiala – Blagoveščenskij pereulok 4/18, Moskva[110][111]
- automechanik Konstantin Mašek – Bolšaja Nikitskaja 22, Moskva[104][103][102]
- úředník Vladislav Petras – ul. Akademika Petrovskogo 5/1, Moskva[102][103][104]
- dělník Ignát Petruk – ul. Akademika Petrovskogo 5/1, Moskva[102][103][104]
- inženýr Václav Pilař – Valovaja 10, Moskva
- architekt Antonín Urban – Ananjevskij pereulok 5/12, Moskva[112][113][114]
- Albert Zikmund – ul. Kazakova 18, Moskva, tabulka se připravuje k umístění
- Boris Kučera[115] – ul. Zemljanoj val 27, Moskva, tabulka byla umístěna dne 18. listopadu 2019[116]
- uzenář František Froněk - ul. Pokrovskaya 106, Žitomir, Ukrajina, tabulka byla umístěna 8. června 2021[117]
- rolník František Jančík - ul. Miru 60, obec Bohemka, Nikolajevská oblast, Ukrajina, tabulka byla umístěna 9. června 2021[118][119]

### Hledání jmen a adres osob postižených represemi v někdejším SSSR
Základním zdrojem informací o bezmála 3 milionech osob, jež se staly oběťmi politických represí v SSSR je databáze nevládní neziskové historické a osvětové organizace Memorial. Vyhledat své příbuzné či známé podle jména nebo adresy může kdokoli prostřednictvím databáze projektu, k níž společnost Memorial poskytla svůj archiv údajů o obětech politických represí vytvořený na základě regionálních Knih paměti – právě tato archivní databáze byla základem tradiční akci Vracení jmen (Возвращение имён), která se každoročně koná 29. října u Solověckého kamene, památníku obětem politických represí, na Lubjanském náměstí v Moskvě.
Databáze obětí represí z řad obyvatel Leningradu (Petrohradu) a Leningradské oblasti, kteří byli následně rehabilitováni, je založena na materiálech shromážděných historikem Anatolijem Rozumovem, který pracuje na Knize paměti obětí politických represí v SSSR Leningradský martyrolog už čtvrt století.
V databázích lze dohledat i československé oběti sovětských represí. Pro české uživatele jsou databáze zpřístupněny na internetových stránkách Poslední adresa v záložce Oběti politického teroru v SSSR, kde je i návod k vyhledávání v databázích a také vysvětlivky k jednotlivým položkám ve vyhledávači.

### Ocenění
Dne 28. 9. 2015 získal projekt Poslední adresa ocenění časopisu Snob Vytvořeno v Rusku v kategorii sociální projekty a certifikát na umístění 50 tabulek. Do rukou předsedy mezinárodní společnosti Memorial Arsenije Roginského předala cenu šéfredaktorka časopisu Novoje litěraturnoje obozrenije Irina Prochorova.
Dne 2. 12. 2015 obdržel iniciátor projektu Sergej Parchomenko cenu "The Moscow Times Awards" v kategorii sociální odpovědnost jednotlivců za práci na projektu Poslední adresa. V době ocenění bylo v Rusku instalováno více než 100 pamětních tabulek a přijato na 1000 žádostí na výrobu tabulek dalších.
Dne 30. 12. 2015 byl projekt označen časopisem New Times za událost roku.
Dne 15. června 2018 byla iniciativě Poslední adresa udělena cena Karla-Wilhelma Frickeho Za demokracii a svobodu z rukou Joachima Gaucka.

## Umístění pamětní tabulky
Tabulka se umísťuje na fasádu domu tak, aby byla z chodníku dobře vidět. Iniciátorem umístění tabulky je konkrétní člověk, který o ni zažádá. Správnost informací týkajících se oběti represí prověřují v archivech historici.
První pamětní tabulky Poslední adresy byly umístěny v Moskvě v den lidských práv 10. prosince 2014.
Na stránkách projektu Poslední adresa je možné se podrobně seznámit s mapou zachycující místa, kde jsou tabulky rozmístěny. Nejvíce se jich nachází v Moskvě a v Petrohradě.
V České republice byly první čtyři tabulky umístěny v Den politických vězňů 27. června 2017 v Praze.
Další tabulky přibyly v Praze, Kostelci nad Orlicí, Plzni, Brně, Rokytnici nad Rokytnou, Horním Újezdu a Babicích, Jihlavě, Říkově a Ledči nad Sázavou. Umístěné pamětní tabulky a podané žádosti v různých stádiích přípravy jsou dostupné na interaktivní mapě projektu.

#### Ruské sdělovací prostředky
- Из последнего адреса — в вечность // Мурманский вестник, (29.08.2014). Archivováno 8. 4. 2016 na Wayback Machine.
- Сергей Пархоменко. Мне важно, что это не VIP-персоны // Открытая Россия, (23.11.2014). Archivováno 15. 8. 2016 na Wayback Machine.
- Евгений Асс: Я не верю в то, что в России можно править только сильной рукой и топором // «Культпросвет», (2.02.2015). Archivováno 27. 7. 2015 na Wayback Machine.
- Сергей Пархоменко: «Последний адрес» — ответ на агрессивный сталинизм // Эхо Москвы в Перми, (2.02.2015).
- Проект, который должен стать движением // ХХ век, (2.02.2016). Archivováno 22. 6. 2016 na Wayback Machine.
- «Последний адрес»: Рассуждение на тему // телеканал «Дождь», (18.12.2013).
- В Москве стартовала акция памяти жертв политических репрессий // телеканал НТВ, (10.12.2014).
- Последний адрес // Репортаж Латвийского телевидения, (11.05.2015).
- Репрессированные родственники: хроника поиска документов // Эхо Москвы, (02.09.2015).
- Владимир Познер "О памяти жертв советского строя" // Первый канал, (21.09.2015).
- В Барнауле установили домовые таблички с именами репрессированных // Вести 22 (Алтай), (20.02.2016). Archivováno 6. 6. 2016 na Wayback Machine.
- На стене написано: «Расстрелян». РИА ИД «Компаньон». 28.01.2015.
- Проект о жертвах репрессий «Последний адрес» получил немецкую премию // Радио «Свобода», 15 июня 2018 г.
- В Тбилиси «Последний адрес» впервые установил мемориальный знак жертве политических репрессий // Новости-Грузия, 6.10.2018 Archivováno 23. 3. 2020 na Wayback Machine.
- Сара Рейнсфорд. Как в России борются с ностальгией по Сталину. BBC Русская служба (23 февраля 2016). Дата обращения 21 декабря 2017.

#### Další zahraniční sdělovací prostředky
- Humble Memorials for Stalin’s Victims in Moscow (anglicky) New Yorker (13.12.2014).
- Operation "Letzte Adresse" (německy), Zeit Online (12.01.2015).
- Die "letzte Adresse" der Stalin-Opfer (německy), Arte (2.04.2015).
- La "dernière adresse" des victimes de la Grande Terreur (francouzsky), Arte (2.04.2015).
- Dernière adresse connue... au temps de la terreur stalinienne (francouzsky), Le Monde (16.02.2015).
- Russian Project Honors Stalin’s Victims and Stirs Talk on Brutal Past (anglicky), New York Times (20.09.2015).
- Remembering the Soviet Union’s Disappeared (anglicky), The Atlantic (20.12.2015).
- Stalinist memory politics: Putin’s Russia grapples with double-edge sword (anglicky), Al Jazeera (13.02.2016).
- "Последний адрес": как в России борются с ностальгией по Сталину (rusky), BBC (23.02.2016).
- Gedenken in Moskau: Stolpersteine für Stalins Opfer (německy.), Der Spiegel (21.04.2016).